# Historia Nowego Brunszwiku

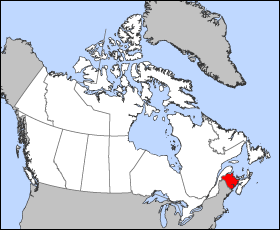
Nowy Brunszwik współcześnie

Historia Nowego Brunszwiku – Nowy Brunszwik został wydzielony z Nowej Szkocji jako oddzielna kolonia w 1784. W 1854 kolonia otrzymała status dominium. Większość ludności kolonii pochodziło z przybyłych do niej po rewolucji amerykańskiej lojalistów. Istniały tam także nieliczne gminy ludności akadyjskiej i tubylczej – Indian z plemienia Mikmaków (Mi'kmaq, Micmac). W połowie XIX wieku Nowy Brunszwik był jednym z najludniejszych i najsilniejszym gospodarczo brytyjskich dominiów w Ameryce Północnej. W początku lat sześćdziesiątych w Nowym Brunszwiku powstała koncepcja unii atlantyckich dominiów brytyjskich. Z czasem pomysł ten rozszerzono na wszystkie brytyjskie kolonie w Ameryce Północnej. W 1867 Nowy Brunszwik, jako jedna z czterech pierwszych prowincji Kanady, stał się członkiem założycielem konfederacji Kanady.

## Kolonia i dominium Nowego Brunszwiku
Nowy Brunszwik, został wydzielony z terytoriów Nowej Szkocji w 1784 decyzją króla Jerzego III. Pierwszym gubernatorem kolonii został mianowany Thomas Carleton. Niejasna jest data dzienna utworzenia kolonii. Powszechnie przyjmuje się 18 czerwca. W ten dzień obchodzone jest lokalne święto Dzień Nowego Brunszwiku – New Brunswick Day.
Utworzenie Nowego Brunszwiku było podyktowane napięciem, jakie powstało pomiędzy mieszkańcami Nowej Szkocji a nowo przybyłymi emigrantami z trzynastu kolonii z południa po rewolucji amerykańskiej tzw. lojalistów. W sumie do Nowego Brunszwiku przybyło ich ponad trzydzieści tysięcy (wliczając w to grupę czarnych lojalistów). Ludzie ci stworzyli podstawy społeczeństwa Nowego Brunszwiku. Innymi grupami byli potomkowie Akadyjczyków i niewielka liczba Indian z plemienia Mikmaków.
Początki osiedlania lojalistów były bardzo dramatyczne. Ludzie ci, z których większość należała do zamożnych elit społecznych i politycznych w dawnych koloniach, zostali wysadzeni na zupełnie dzikie wybrzeża. Nowo przybyli musieli zacząć życie od podstaw – od budowy prymitywnych początkowo domostw, karczowania lasów, uprawy ziemi. Lojaliści, będąc ludźmi o pionierskim zapale, pokonali początkowe trudności i zdołali stworzyć prężne społeczeństwo. W roku 1860, w niespełna sto lat po ich przybyciu, populacja Nowego Brunszwiku osiągnęła 270 tysięcy. Saint John z 42 tysiącami mieszkańców był największym miastem Atlantyckiej Kanady i wielkością porównywalny był do Quebecu i Toronto, należał do największych miast brytyjskiej Ameryki Północnej. Gospodarka kolonii opierała się na przemyśle drzewnym i stoczniowym. Skierowana była głównie na handel z Stanami Zjednoczonymi, z którymi Nowy Brunszwik, jak i inne brytyjskie kolonie, miał zawarty traktat o wolnym handlu.

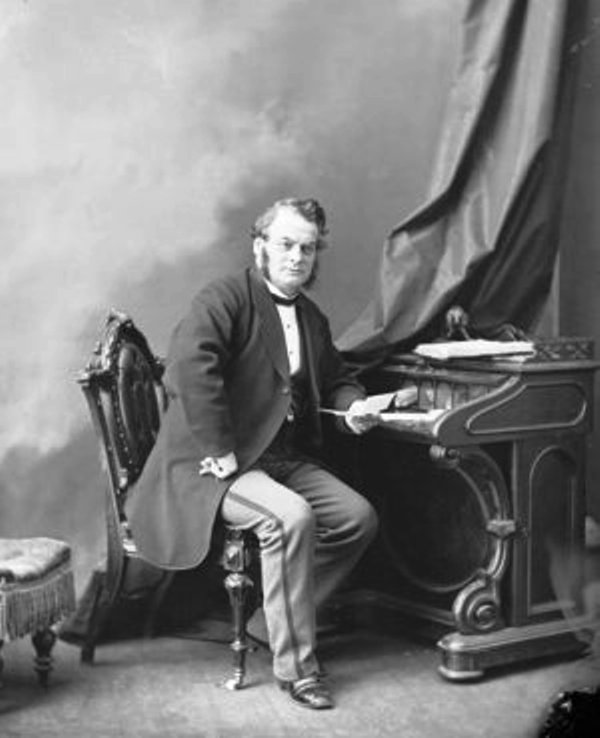
Samuel Leonard Tilley

W 1854 kolonia została przekształcona w dominium i zaczęła funkcjonować w niej rada legislacyjna i przedstawicielski rząd, wybieralne w powszechnych wyborach (kobiety nie miały, podobnie jak w większości innych krajów, prawa głosu). Zasadniczo funkcjonował dwupartyjny system z partią liberalną i konserwatywną. Podziały partyjne nie były jednak ostre. W okręgach wyborczych wybierano deputowanych, bazując na ich lokalnej popularności. Zakwalifikowanie się kandydata do którejś partii nie polegało na przynależności i wspólnej platformie, lecz raczej na zbieżności poglądów na poszczególne zagadnienia. W głosowaniach w izbie legislacyjnej deputowani częściej też podporządkowywali się woli swych wyborców i własnemu sumieniu, niż partyjnym dyrektywom. Często też w odniesieniu do pewnych aspektów podziały partyjne nie odgrywały decydującej roli. Tak było w przypadku próby wprowadzenia prohibicji alkoholowej w dominium, kiedy to scena polityczna podzieliła się na dwie grupy. Zwolennicy prohibicji tzw. Smashers – głównie, choć nie wyłącznie liberałowie, stanęli w opozycji do Rummies, którzy prohibicji się przeciwstawiali. Spór Smashers z Rummis zdominował życie polityczne dominium na wiele lat. Do najwybitniejszych polityków działających w Nowym Brunszwiku należeli Samuel Leonard Tilley, John Hamilton Gray i Edward Barron Chandler.
Najważniejszym zagadnieniem politycznym Nowego Brunszwiku była kwestia zagrożenia z południa. Dominium posiadało długą i łatwą do penetracji granicę ze Stanami Zjednoczonymi. Zagrożenie amerykańską aneksją stało się eminentne wraz z rozwojem tzw. imperializmu amerykańskiego. Nowy Brunszwik, podobnie jak i inne sąsiednie dominia, przeżyły okres wzmożonego zagrożenia w czasie bezpośrednio przed wojną secesyjną. Stany północne – Jankesi, stojące przed faktem utraty kontroli nad południem, szukały rekompensaty na północy. Wybuch wojny secesyjnej nie rozluźnił napięcia. W jej czasie doszło do takich incydentów jak wojna o Aroostook, incydent Trent i incydent Chesapeake. Ponowny wzrost zagrożenia nastąpił w połowie lat sześćdziesiątych XIX wieku, kiedy to nastąpił wzrost aktywności, popieranej przez administrację USA organizacji fenian, atakującej brytyjskie dominia w tym i Nowy Brunszwik.
Ciekawym, acz marginalnym wydarzeniem była proklamacja Republiki Madawaska.

## Na drodze dokonfederacji
Pomysłodawcą i wielkim orędownikiem unii atlantyckich dominiów był gubernator dominium Arthur Hamilton Gordon. Myśl ta nie była aż tak oryginalna, wszak do roku 1769 cały region by administrowany jako jedna kolonia. Za stworzeniem jednego dominium przemawiały tak względy bezpieczeństwa jak i gospodarcze, w szczególności, że dominia szykowały się do budowy linii kolejowych, a to wymagało koordynacji i współpracy finansowej. Gordon wysłał zaproszenia do rządów Nowej Szkocji oraz Wyspy Księcia Edwarda planując zwołanie konferencji w celu przedyskutowania unii. Działania Gordona zbiegły się w czasie z wizytą przedstawicieli Kanady w atlantyckich dominiach. Ponad stuosobowa delegacja kanadyjska pod przewodnictwem Thomasa D’Arcy’ego McGee przybyła na wschód latem 1864 roku. Pierwszym przystankiem zakrojonej na szeroka skale podroży był Nowy Brunszwik. W St. John delegatów przywitał 15 tysięczny tłum (około jednej trzeciej wszystkich mieszkańców). W czasie uroczystości wygłoszono okolicznościowe przemówienia, przygrywała marszowa orkiestra, a miejscowy chór zaśpiewał wiązankę francuskich piosenek. W przemówieniach pierwszy raz pojawiła się propozycja szerokiej unii, która spotkała się z powszechnie entuzjastycznym przyjęciem. Ze St. John delegacja udała się do Fredericton, gdzie spotkała się z równie ciepłym przyjęciem, po czym opuściła dominium udając się do Nowej Szkocji.

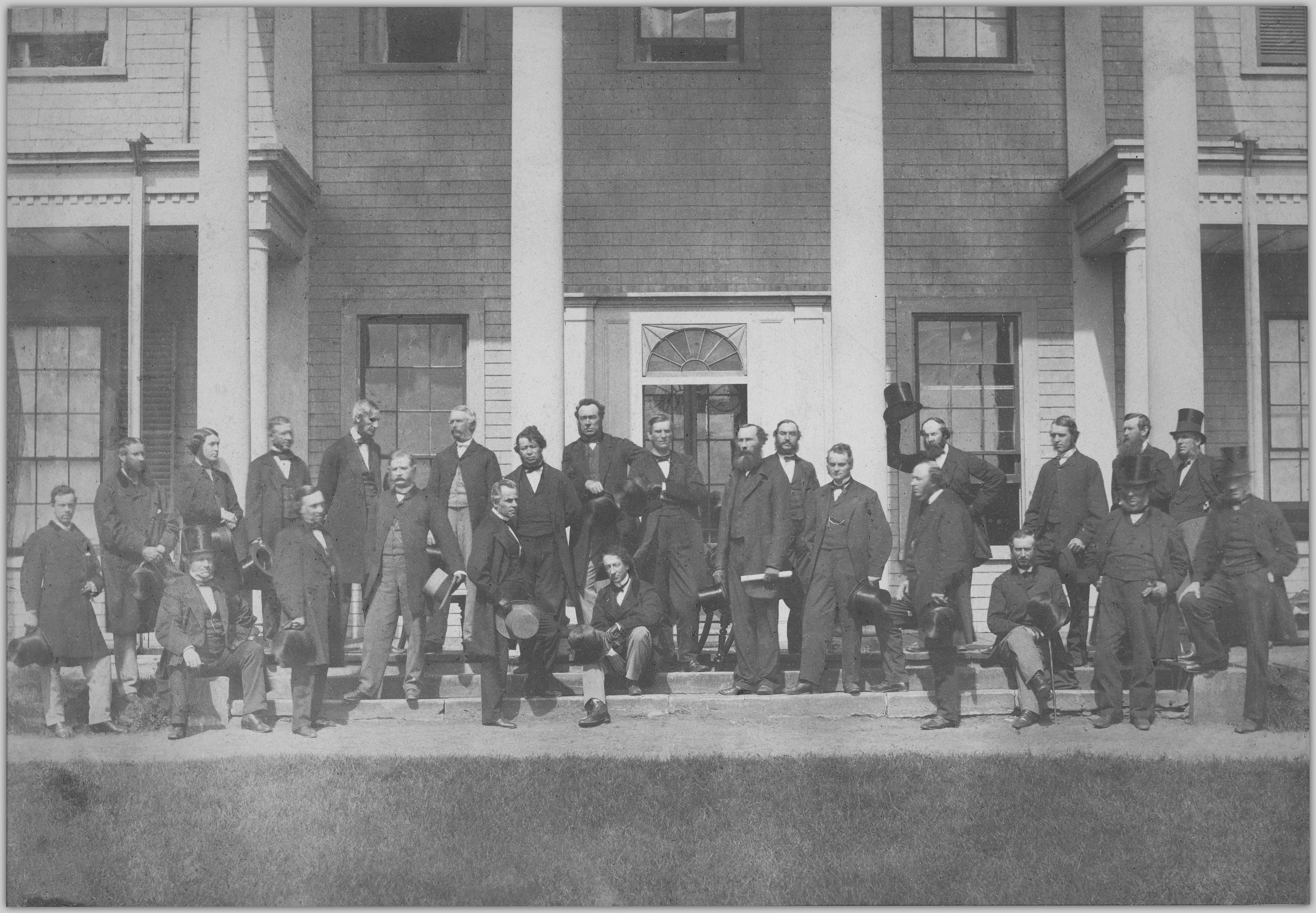
Uczestnicy konferencji w Charlottetown

Podobnie przyjazna atmosfera panowała na pierwszej z konferencji konfederacyjnej, która przeszła do historii jako konferencja w Charlottetown. Delegaci Nowego Brunszwiku powrócili do domów jako entuzjaści konfederacji. Te nastroje zmieniły się w pewnym stopniu po konferencji w Quebecu. W czasie tej konferencji dyskutowano już o szczegółach konfederacji, a najwięcej emocji wzbudziły kwestie reprezentacji poszczególnych prowincji, sprawy finansowe oraz zakresy kompetencji rządów prowincjonalnych i federalnego. Ostatecznie zawarty kompromis, zwany rezolucją quebecką spotkał się z mieszanym przyjęciem. Jak się wkrótce przekonał Samuel Tilley, premier Nowego Brunszwiku i zwolennik konfederacji, jego większość w parlamencie została zagrożona. W rzeczywistości podział na pro– i antykonfederatów przebiegał w poprzek podziałów partyjnych. I tak opozycjonista John Hamilton Gray połączył swe siły z niedawnym przeciwnikiem, podczas gdy partyjny kolega premiera Albert Smith zasiadł na ławie opozycji. Sytuacja była tak niepewna. Tilley obawiał się braku większości przy ratyfikacji rezolucji. Ostatecznie postanowił rozwiązać parlament i ogłosić nowe wybory. Krótka i bardzo emocjonalna kampania wyborcza, skupiła się wyłącznie wokół kwestii konfederacji. Ku zaskoczeniu Tilleya, wygrali z niewielkim marginesem antykonfederaci pod wodzą Smitha. Nowa grupa skupiała osoby reprezentujące nieraz diametralnie różne poglądy, łączyła ich jedynie niechęć do konfederacji. Wszelkie inne sprawy dzieliły. Ostatecznie rząd Smitha nie zdobył popularności, ani nie zdołał sprawnie kierować dominium. Doszły do tego zmiany w nastawieniu ludności. Agresja fenian na Nowy Brunszwik w kwietniu 1866 otrzeźwiła przeciwników konfederacji i zmieniła równowagę sił. Wobec utraty popularności rządu i zmiany nastrojów gubernator Gordon, wykorzystując swoje uprawnienia rozwiązał radę legislacyjną, zanim ratyfikacja rezolucji quebeckiej została poddana ostatecznemu głosowaniu. W nowych wyborach Tilley powrócił do władzy, a nowy tym razem prokonfederacjny parlament ratyfikował rezolucję w stosunku głosów 38 do 1, przy jednoczesnej rekomendacji renegocjacji niektórych punktów umowy.
Delegaci Nowego Brunszwiku na konferencję londyńską zgodnie z tą rekomendacją usiłowali podważyć niektóre ustalenie rezolucji, jednakże zdecydowana postawa przedstawicieli Kanady uniemożliwiła to. Ostatecznie tekst rezolucji quebeckiej w jej oryginalnym brzmieniu stał się podstawą ustawy o Brytyjskiej Ameryce Północnej powołującej Konfederację Kanady, której częścią stał się Nowy Brunszwik.

## Nowy Brunszwik wKonfederacji
1 lipca 1867 Nowy Brunszwik stał się jedną z czterech prowincji Kanady nowego państwa – dominium brytyjskiego. Dzień ten uświetniły uroczystości. W St. John portowa artyleria oddała 21 salw. Odbył się szereg parad, jednak nastrój świąteczny nie był powszechny. Dla zaciekłych antykonfederatów był to dzień żałoby. Jeden z obywateli miasta, znany lekarz, opuścił przed swym domem flagę do połowy masztu. Nie obyło się też bez incydentów. Jeden z pochodów został zaatakowany przez grupę antykonfederatów i wywiązała się bójka. Kilkanaście osób odniosło obrażenia. Także i w pierwszych wyborach do zgromadzenia legislacyjnego antykonfederaci zdołali stworzyć silny blok, grupujący pięciu z piętnastu deputowanych ze swym liderem Albertem Smithem. Najwięksi orędownicy konfederacji Samuel Leonard Tilley oraz Peter Mitchell zostali powołani do pierwszego gabinetu federalnego. Zaś człowiek, od którego wszystko się zaczęło, gubernator Arthur Hamilton Gordon, na zawsze opuścił prowincję w poczuciu wypełnionej misji.